# Triglochin compacta
Triglochin compacta är en sältingväxtart som beskrevs av Robert Stephen Adamson. Triglochin compacta ingår i släktet sältingar, och familjen sältingväxter. Inga underarter finns listade.